# 라파엘 하엔
라파엘 하엔 로드리게스(스페인어: Rafael Jaén Rodríguez, 1949년 1월 3일, 안달루시아 주 코르도바 ~)는 스페인의 전직 축구 선수로, 현역 시절 미드필더로 활약했다. 그는 1968년 하계 올림픽에 스페인 선수단 일원으로 참가했다.